# Nadleśnictwo Ostrowiec Świętokrzyski

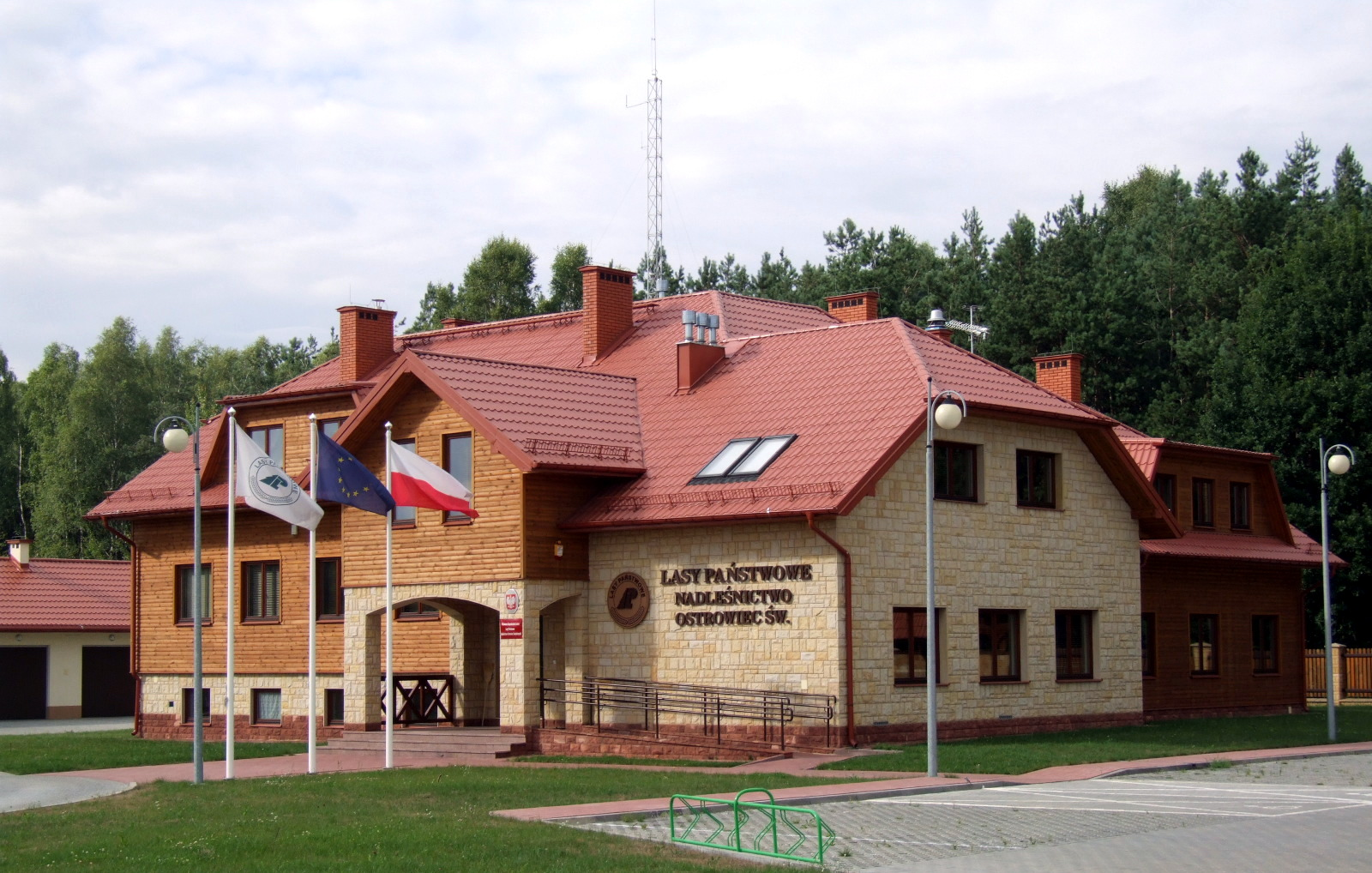
Siedziba Nadleśnictwa Ostrowiec Świętokrzyski

Nadleśnictwo Ostrowiec Świętokrzyski – nadleśnictwo w województwie świętokrzyskim, podlegające Regionalnej Dyrekcji Lasów Państwowych w Radomiu.
Lasy Nadleśnictwa Ostrowiec Świętokrzyski położone są na terenie VI Krainy Małopolskiej w czterech dzielnicach przyrodniczo-leśnych: w 2 Dzielnicy Gór Świętokrzyskich (mezoregion Puszczy Świętokrzyskiej); w 3 Dzielnicy Radomsko-Iłżeckiej (mezoregion Przedgórza Iłżeckiego); w 4 Dzielnicy Wyżyny Zachodniolubelskiej (wschodnia część obrębu Ćmielów) oraz w 9 Dzielnicy Wyżyny Środkowo-Małopolskiej (mezoregion Wyżyny Sandomierskiej).
Część lasów Nadleśnictwa Ostrowiec Świętokrzyski o powierzchni 12740 ha zaliczona jest do Obszaru Chronionego Krajobrazu Doliny Kamiennej.
Siedziba Nadleśnictwa mieści się w osiedlu Koszary w Ostrowca Świętokrzyskiego.

## Przyroda
Średni wiek drzew wynosi 66 lat.
Udział gatunków o znaczeniu gospodarczym:
- sosna – 88,1%
- dąb – 7,0%
- brzoza – 1,7%
- buk – 0,9%
- modrzew – 0,7%
- inne – 1,7%

## Obszar
Powierzchnia zasięgu terytorialnego Nadleśnictwa wynosi 1113,42 km². Nadleśnictwo Ostrowiec Świętokrzyski zarządza gruntami Skarbu Państwa o powierzchni 17 422,89 ha, w tym powierzchnia leśna wynosi 17 266,32 ha, położonych w 1004 kompleksach na terenie czterech powiatów.
- Powiat opatowski:
  - Gmina Ożarów
  - Gmina Sadowie
  - Gmina Tarłów
  - Gmina Wojciechowice

- Powiat ostrowiecki:
  - Ostrowiec Świętokrzyski
  - Gmina Bałtów
  - Gmina Bodzechów
  - Gmina Ćmielów
  - Gmina Kunów
  - Gmina Waśniów

- Powiat sandomierski:
  - Gmina Dwikozy
  - Gmina Zawichost

- Powiat starachowicki:
  - Gmina Brody

## Rezerwaty

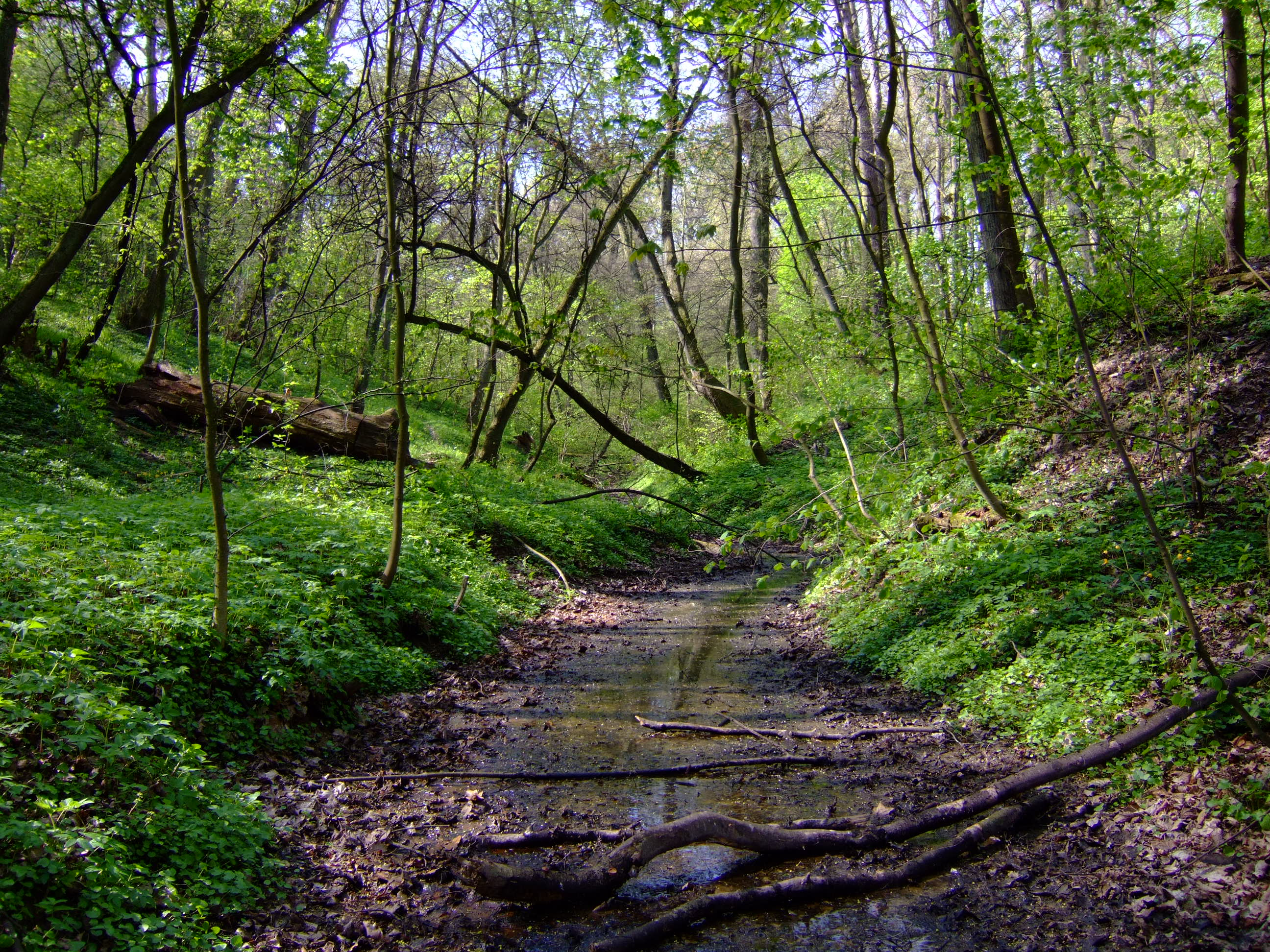
Rezerwat przyrody Lisiny Bodzechowskie

- Rezerwat przyrody Krzemionki Opatowskie
- Rezerwat przyrody Lisiny Bodzechowskie
- Rezerwat przyrody Modrzewie
- Rezerwat przyrody Skały w Krynkach
- Rezerwat przyrody Ulów
- Rezerwat przyrody Zielonka

## Leśnictwa
Leśnictwa wchodzące w skład Nadleśnictwa Ostrowiec Świętokrzyski:
Czyżów, Stróża, Skałecznica, Piaski, Przyborów, Jeziórko, Potoczek, Narożniki, Bałtów, Sudół, Jeleniec, Janik, Sadłowizna, Połągiew, Krynki, Zwierzyniec.

## Edukacja
Nadleśnictwo utrzymuje dla celów edukacyjno-rekreacyjnych: 1 kącik ekologiczny, 7 parkingów leśnych, 5 miejsc wypoczynku; 4 pomniki przyrody, 6 rezerwatów przyrody.
Edukacja leśna prowadzona jest w szkołach i obiektach edukacji leśnej, głównie w kąciku ekologicznym zlokalizowanym na terenie Leśnictwa Zwierzyniec. Obiekt ten wyposażony jest w infrastrukturę uatrakcyjniającą prowadzone na jego terenie prelekcje o życiu i funkcjonowaniu ekosystemów leśnych.
Oferta edukacyjna Nadleśnictwa Ostrowiec Świętokrzyski:
- Współorganizowanie konkursów ze szkołami.
- Organizowanie corocznie akcji Sprzątania Świata połączonej z prelekcją na temat możliwości wykorzystania surowców wtórnych, potrzebie ochrony przyrody przed zaśmiecaniem.
- Prowadzenie zajęć terenowych w kąciku ekologicznym oraz ścieżce edukacyjnej.
- Prowadzenie edukacji (prelekcje, pogadanki) wśród dorosłych, np. nauczycieli dokształcających się w dziedzinie edukacji ekologicznej
- Prelekcje w szkołach na temat form ochrony przyrody, na temat ochrony gatunkowej roślin i zwierząt, gospodarki leśnej, roli leśnika i leśnictwa w zachowaniu trwałości lasów.
- Opracowywanie materiałów i udzielanie informacji na temat gospodarki leśnej i szkółkarskiej prowadzonej w PGL LP dla studentów, przedstawicieli samorządów lokalnych, nauczycieli, posłów, senatorów itp.